# Nizhny Novgorod

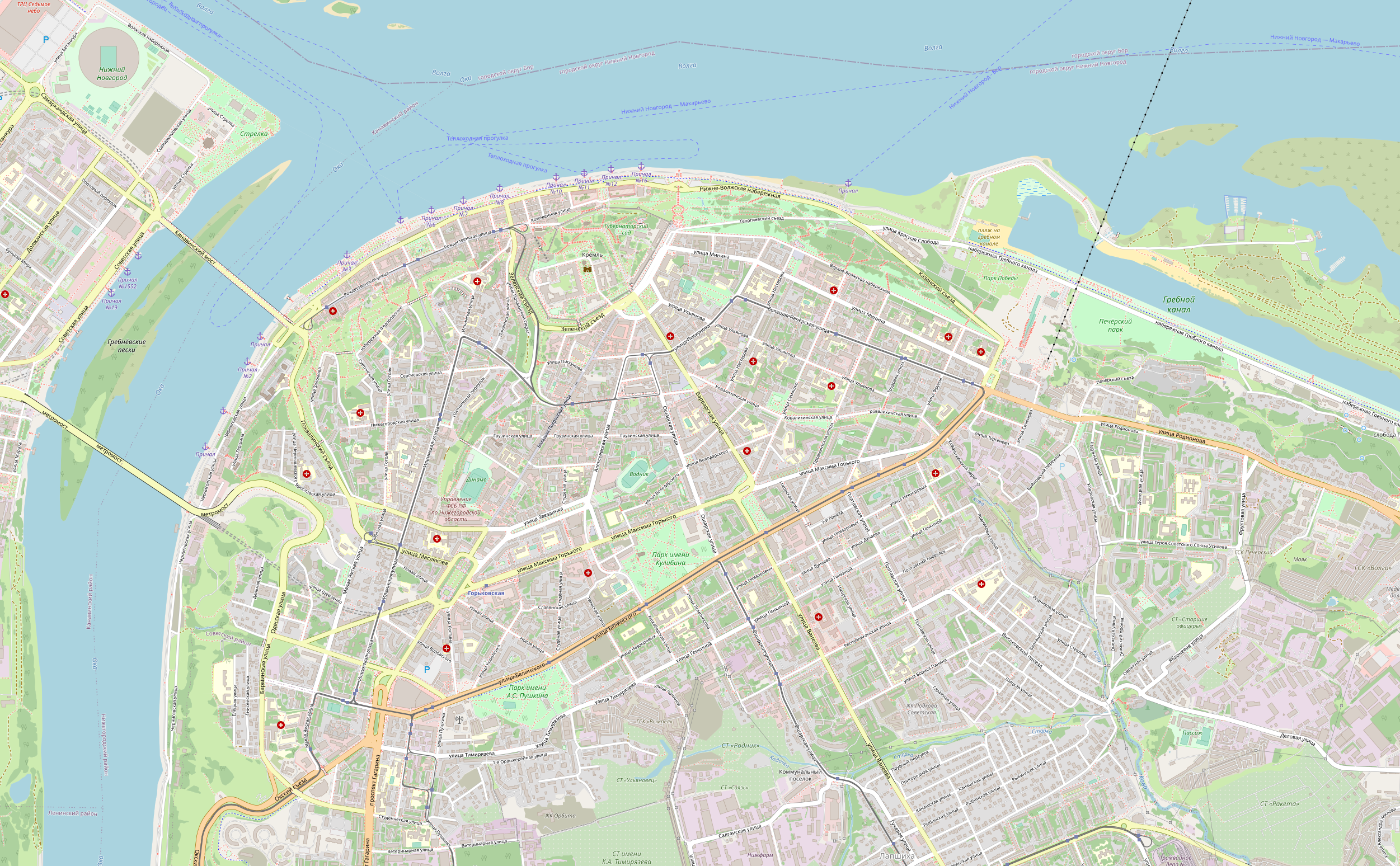
Trung tâm thành phố lịch sử

Nizhny Novgorod (tiếng Nga: Нижний Новгород, Nižnij Novgorod, tên thông dụng rút ngắn Nizhny), là thành phố lớn thứ 4 ở Nga, sau Moskva, St. Petersburg, và Novosibirsk. Dân số theo điều tra năm 2002 là 1.311.252 người. Đây là trung tâm kinh tế và văn hoá của vùng kinh tế Volga-Vyatka, cũng là trung tâm hành chính của tỉnh Nizhny Novgorod và Vùng liên bang Volga.
Từ năm 1932 đến năm 1990 thành phố này có tên Gorky (Горький) theo tên nhà văn Maxim Gorky sinh ra ở đây.
Thành phố được thành lập vào ngày 4 tháng 2 năm 1221 bởi Hoàng tử Yuri II của Vladimir. Năm 1612 Kuzma Minin và Hoàng tử Dmitry Pozharsky đã tổ chức một đội quân giải phóng Moscow khỏi Ba Lan. Năm 1817, Nizhny Novgorod trở thành một trung tâm thương mại lớn của Đế quốc Nga. Năm 1896 tại một hội chợ, Triển lãm Toàn Nga đã được tổ chức. Trong thời kỳ Xô Viết, thành phố biến thành một trung tâm công nghiệp quan trọng. Đặc biệt, Nhà máy ô tô Gorky được xây dựng trong giai đoạn này. Sau đó, thành phố đã được đặt biệt danh "Detroit của Nga". Trong thế chiến II, Gorky trở thành nhà cung cấp thiết bị quân sự lớn nhất cho Mặt trận phía đông. Do đó, Luftwaffe liên tục ném bom thành phố từ trên không. Phần lớn các quả bom của Đức rơi xuống khu vực của Nhà máy ô tô Gorky. Mặc dù gần như tất cả các địa điểm sản xuất của nhà máy đã bị phá hủy hoàn toàn, công dân của Gorky đã xây dựng lại nhà máy sau 100 ngày.
Sau chiến tranh, Gorky trở thành một "thành phố khép kín" và vẫn là một cho đến sau khi Liên Xô tan rã vào năm 1990. Vào thời điểm đó, thành phố được đổi tên thành Nizhny Novgorod một lần nữa. Năm 1985, tàu điện ngầm Nizhny Novgorod được khai trương. Năm 2016, Vladimir Putin đã khai trương Nhà máy Chiến thắng Kỷ niệm 70 năm mới, một phần của Tập đoàn Phòng không và Không gian Almaz-Antey.
Điện Kremlin - trung tâm chính của thành phố - chứa các cơ quan chính phủ chính của thành phố và Quận Liên bang Volga. Tên quỷ cho một cư dân Nizhny Novgorod là "нижегородец" (nizhegorodets) cho nam hoặc "нижегородка" (nizhegorodka) cho nữ, được viết bằng tiếng Anh là Nizhegorodian. Novgorodian là không phù hợp; nó đề cập đến một cư dân của Veliky Novgorod, ở phía tây bắc nước Nga.

## Khí hậu
| Dữ liệu khí hậu của Nizhny Novgorod     | Dữ liệu khí hậu của Nizhny Novgorod | Dữ liệu khí hậu của Nizhny Novgorod | Dữ liệu khí hậu của Nizhny Novgorod | Dữ liệu khí hậu của Nizhny Novgorod | Dữ liệu khí hậu của Nizhny Novgorod | Dữ liệu khí hậu của Nizhny Novgorod | Dữ liệu khí hậu của Nizhny Novgorod | Dữ liệu khí hậu của Nizhny Novgorod | Dữ liệu khí hậu của Nizhny Novgorod | Dữ liệu khí hậu của Nizhny Novgorod | Dữ liệu khí hậu của Nizhny Novgorod | Dữ liệu khí hậu của Nizhny Novgorod | Dữ liệu khí hậu của Nizhny Novgorod |
| Tháng                                   | 1                                   | 2                                   | 3                                   | 4                                   | 5                                   | 6                                   | 7                                   | 8                                   | 9                                   | 10                                  | 11                                  | 12                                  | Năm                                 |
| --------------------------------------- | ----------------------------------- | ----------------------------------- | ----------------------------------- | ----------------------------------- | ----------------------------------- | ----------------------------------- | ----------------------------------- | ----------------------------------- | ----------------------------------- | ----------------------------------- | ----------------------------------- | ----------------------------------- | ----------------------------------- |
| Cao kỉ lục °C (°F)                      | 5.7 (42.3)                          | 7.0 (44.6)                          | 17.3 (63.1)                         | 26.3 (79.3)                         | 32.5 (90.5)                         | 36.3 (97.3)                         | 38.2 (100.8)                        | 38.0 (100.4)                        | 31.0 (87.8)                         | 24.2 (75.6)                         | 13.8 (56.8)                         | 8.5 (47.3)                          | 38.2 (100.8)                        |
| Trung bình ngày tối đa °C (°F)          | −5.9 (21.4)                         | −5.3 (22.5)                         | 1.1 (34.0)                          | 10.9 (51.6)                         | 18.7 (65.7)                         | 22.6 (72.7)                         | 24.7 (76.5)                         | 22.1 (71.8)                         | 15.6 (60.1)                         | 8.0 (46.4)                          | −0.5 (31.1)                         | −4.7 (23.5)                         | 8.9 (48.0)                          |
| Trung bình ngày °C (°F)                 | −8.9 (16.0)                         | −8.7 (16.3)                         | −2.6 (27.3)                         | 6.1 (43.0)                          | 12.9 (55.2)                         | 17.2 (63.0)                         | 19.4 (66.9)                         | 16.9 (62.4)                         | 11.1 (52.0)                         | 4.7 (40.5)                          | −2.8 (27.0)                         | −7.4 (18.7)                         | 4.8 (40.6)                          |
| Tối thiểu trung bình ngày °C (°F)       | −11.6 (11.1)                        | −11.7 (10.9)                        | −5.8 (21.6)                         | 2.1 (35.8)                          | 7.9 (46.2)                          | 12.6 (54.7)                         | 14.8 (58.6)                         | 12.6 (54.7)                         | 7.6 (45.7)                          | 2.1 (35.8)                          | −4.8 (23.4)                         | −9.9 (14.2)                         | 1.3 (34.3)                          |
| Thấp kỉ lục °C (°F)                     | −41.2 (−42.2)                       | −37.2 (−35.0)                       | −28.3 (−18.9)                       | −19.7 (−3.5)                        | −6.9 (19.6)                         | −1.8 (28.8)                         | 4.6 (40.3)                          | 0.9 (33.6)                          | −5.5 (22.1)                         | −16.0 (3.2)                         | −29.4 (−20.9)                       | −41.4 (−42.5)                       | −41.4 (−42.5)                       |
| Lượng Giáng thủy trung bình mm (inches) | 47 (1.9)                            | 38 (1.5)                            | 37 (1.5)                            | 36 (1.4)                            | 46 (1.8)                            | 76 (3.0)                            | 73 (2.9)                            | 69 (2.7)                            | 61 (2.4)                            | 64 (2.5)                            | 55 (2.2)                            | 55 (2.2)                            | 657 (25.9)                          |
| Số ngày mưa trung bình                  | 5                                   | 4                                   | 5                                   | 13                                  | 17                                  | 19                                  | 18                                  | 18                                  | 18                                  | 18                                  | 10                                  | 6                                   | 151                                 |
| Số ngày tuyết rơi trung bình            | 28                                  | 24                                  | 18                                  | 7                                   | 1                                   | 0.1                                 | 0                                   | 0                                   | 1                                   | 8                                   | 20                                  | 26                                  | 133                                 |
| Độ ẩm tương đối trung bình (%)          | 86                                  | 81                                  | 74                                  | 64                                  | 60                                  | 69                                  | 70                                  | 74                                  | 79                                  | 82                                  | 87                                  | 86                                  | 76                                  |
| Số giờ nắng trung bình tháng            | 43                                  | 79                                  | 145                                 | 196                                 | 275                                 | 287                                 | 280                                 | 238                                 | 152                                 | 81                                  | 38                                  | 25                                  | 1.839                               |
| Nguồn 1: Pogoda.ru.net                  |                                     |                                     |                                     |                                     |                                     |                                     |                                     |                                     |                                     |                                     |                                     |                                     |                                     |
| Nguồn 2: NOAA (nắng, 1961–1990)         |                                     |                                     |                                     |                                     |                                     |                                     |                                     |                                     |                                     |                                     |                                     |                                     |                                     |

## Thành phố kết nghĩa
- Essen, Đức (1991)
- Linz, Áo (1993)
- Philadelphia, Hoa Kỳ (1994)
- Tể Nam, Trung Quốc (1994)
- Tampere, Phần Lan (1995)
- Kharkiv, Ukraina (2001)
- Matanzas, Cuba (2004)
- Suwon, Hàn Quốc (2005)
- Novi Sad, Serbia (2006)
- Sant Boi de Llobregat, Tây Ban Nha (2008)
- Barcelona, Tây Ban Nha (2009)